# Águeda
Águeda és una ciutat i un municipi portuguès, situat al districte d'Aveiro, a la regió del Centre i a la subregió de Baixo Vouga. El 2021 té 46.134 habitants. Es divideix en 11 freguesies, després d'una reorganització administrativa a Portugal el 2013. Limita al nord amb Sever do Vouga, al nord-est amb Oliveira de Frades i Vouzela, a l'est amb Tondela, al sud amb Mortágua i Anadia, al sud-oest amb Oliveira do Bairro, a l'oest amb Aveiro i al nord-oest amb Albergaria-a-Velha.

## Població
| Població del concelho d'Águeda (1849 – 2021) | Població del concelho d'Águeda (1849 – 2021) | Població del concelho d'Águeda (1849 – 2021) | Població del concelho d'Águeda (1849 – 2021) | Població del concelho d'Águeda (1849 – 2021) | Població del concelho d'Águeda (1849 – 2021) | Població del concelho d'Águeda (1849 – 2021) | Població del concelho d'Águeda (1849 – 2021) |       |
| -------------------------------------------- | -------------------------------------------- | -------------------------------------------- | -------------------------------------------- | -------------------------------------------- | -------------------------------------------- | -------------------------------------------- | -------------------------------------------- | ----- |
| 1849                                         | 1900                                         | 1930                                         | 1960                                         | 1981                                         | 1991                                         | 2001                                         | 2004                                         | 2021  |
| 9247                                         | 20416                                        | 25982                                        | 35274                                        | 43216                                        | 44045                                        | 49041                                        | 49691                                        | 46134 |

## Freguesies
- Aguada de Cima
- Águeda i Borralha (seu municipal)
- Barrô i Aguada de Baixo
- Belazaima do Chão, Castanheira do Vouga i Agadão
- Fermentelos
- Macinhata do Vouga
- Préstimo i Macieira de Alcoba
- Recardães i Espinhel
- Travassô i Óis da Ribeira
- Trofa, Segadães i Lamas do Vouga
- Valongo do Vouga